# بغلتشي سفلي
بغلتشي سفلي (بالفارسية: بغلچی سفلی) هي قرية تقع في أذربيجان الغربية في إيران. يقدر عدد سكانها بـ 216 نسمة بحسب إحصاء 2016.